# Калмия (приток Сюни)
Калмия — река в России, протекает в Татарстане. Левый приток реки Сюнь.
Длина реки 41 км, площадь водосборного бассейна — 249 км². Исток в Муслюмовском районе в 1,5 км к юго-западу от деревни Горбуновка. Течёт на северо-восток, впадает в Сюнь в 70 км от её устья по левому берегу — в Актанышском районе на границе с Башкортостаном. Сток реки и притоков зарегулирован.
Основные притоки: Сытык (пр), Дусайка (пр., длина 12 км), Тюрушский (лв), Карамалинка (пр).
В бассейне находятся 16 сёл и деревень, 11 из них на берегах реки. Крупнейшие населённые пункты на реке (и в бассейне): сёла Старые Карамалы, Амикеево, Чуракаево, Старое Агбязово, Октябрь, Кубяково.
На значительном протяжении вдоль реки проходит автодорога Муслюмово — Актаныш, пересекающая реку в устьевой части в селе Чуракаево.

## Гидрология
Река со смешанным питанием, преимущественно снеговым. Замерзает в начале ноября, половодье в конце марта — начале апреля. Средний расход воды в межень у устья — 0,18 м³/с.
Густота речной сети бассейна 0,4 км/км², лесистость 31 %. Годовой сток в бассейне 90 мм, из них 68 мм приходится на весеннее половодье. Общая минерализация от 500 мг/л в половодье до 1000 мг/л в межень.

## Данные водного реестра
По данным государственного водного реестра России, относится к Камскому бассейновому округу, водохозяйственный участок реки — Белая от города Бирск и до устья, речной подбассейн реки — Белая. Речной бассейн реки — Кама.
Код объекта в государственном водном реестре — 10010201612111100026749.